# Mutoko
Mutoko – miasto w północno-wschodnim Zimbabwe, w prowincji Maszona Wschodnia. Według danych na rok 2012 liczyło 12 336 mieszkańców.
Wydobywany jest tu doleryt Nero Zimbabwe.